# Gisela Hahn
Gisela Hahn (født Gisela Drenkhan; 13. maj 1943) er en tysk skuespillerinde, der startede sin filmkarriere i 1964. Hun blev født i Polen, men kom som toårig til Hamborg, hvor hun voksede op i Visselhövede.
Efter gymnasiet gennemførte hun en læretid hos Siemens, og i 1963 fik hun job som lægeassistent. Samme år gjorde hun sine første optrædener på teatret under kunstnernavnet "Gisela Hahn".
Hun har primært medvirket i tyske, franske og italienske film. Gisela Hahn slog sig ned i Rom i 1970 og har eksempelvis medvirket i De kalder mig Trinity (1970). I 1976 optrådte hun i den italienske udgave af magasinet Playboy. Ved begyndelsen af 1980'erne vendte hun tilbage til Tyskland og har siden haft mindre roller i tv-produktioner.

## Udvalgt filmografi
- Die lustigen Weiber von Tirol (1964)
- Skandale på pigeskolen (1965)
- Storsvindlerne (1965)
- Kommissar X - In den Klauen des goldenen Drachen (1966)
- De kalder mig Trinity (1970)
- Kommissar X jagt die roten Tiger (1971)
- Længe leve de døde (1971)
- Mig eller David (1972)
- Zambo - junglens konge (1972)
- Emil og grisebassen (1973)
- Julia... og mændene (1974)
- Guldgravernes hævn (1975)
- La supplente (1975)
- Scaramouche's vilde eventyr (1976)
- Ernesto (1979)
- Disco-Fever - Fed disco (1979)
- Palermo oder Wolfsburg (1980)
- Banana Joe (1982)
- Die Jäger (1982)